# Sviluppo Sostenibile della Croazia
Sviluppo Sostenibile della Croazia (in croato: Održivi razvoj Hrvatske - ORaH, acronimo che in croato significa noce) è un partito politico croato di sinistra ambientalista fondato nel 2013 dall'ex ministro dell'ambiente Mirela Holy, fuoriuscita dal Partito Socialdemocratico di Croazia.

## Storia
Il partito si presenta per la prima volta alle elezioni europee del 2014, in cui ottiene il 9,42% dei voti e un europarlamentare, Davor Škrlec.
Nel 2015 dà vita ad un gruppo parlamentare autonomo: oltre alla Holy, aderiscono Mladen Novak e Zlatko Tušak, provenienti da Laburisti Croati - Partito del Lavoro.
Alle parlamentari del 2015 non prende parte alla coalizione di centro-sinistra Croazia in Crescita e concorre con proprie liste, fermandosi all'1,76% dei voti senza ottenere seggi.
In occasione delle parlamentari del 2016 si presenta con alcune formazioni minori, ma l'alleanza non riceve che lo 0,78%.
Il partito avvia poi una collaborazione con Možemo! e Nuova Sinistra, con cui concorre alle europee del 2019: la coalizione si attesta all'1,80% e non consegue alcuna rappresentanza.
La convergenza con le altre forze politiche progressiste viene comunque proseguita e, in vista delle parlamentari del 2020, si uniscono anche il Fronte dei Lavoratori e due movimenti civici (Zagabria è Nostra e Per la Città): il risultato è del 6,99% e di 6 seggi, ma ORaH non elegge alcun deputato.

## Risultati
| Elezione | Voti    | %    | Seggi   |
| --- | ------- | ---- | ------- |
| Europee 2014 | 86.806  | 9,42 | 1 / 11  |
| Parlamentari 2015                                                                                                | 39.090  | 1,76 | 0 / 151 |
| Parlamentari 2016 a                                                                                              | 14.788  | 0,78 | 0 / 151 |
| Europee 2019 b                                                                                                   | 19.313  | 1,80 | 0 / 12  |
| Parlamentari 2020 c                                                                                              | 116.483 | 6,99 | 0 / 151 |
| a Con PZ, SH, NLSP, SU e SHZ b Con Možemo! e NL c Con Možemo!, NL, RF, Zagreb je NAŠ e Za Grad (totale seggi: 7) |         |      |         |